# 田中英之
田中 英之（たなか ひでゆき、1970年7月11日 - ）は、日本の政治家。自由民主党所属の元衆議院議員（4期）。
文部科学副大臣、国土交通大臣政務官、京都市会議員（通算4期）を歴任。

## 来歴
京都府京都市生まれ。西京極幼稚園、西京極小学校、西京極中学校、京都成章高等学校を経て、京都外国語大学卒業。大学卒業後、職員として京都外国語大学に勤務。26歳の時に右京区選出の京都市会議員であった父親が、京都市会議長の任期中に急死する。補欠選挙がないため2年半後の1999年4月、京都市会議員選挙に出馬し、初当選。以後連続4期務める。
2011年、自民党が実施した京都府第4区支部長の公募に応募し支部長に就任。2012年12月の第46回衆議院議員総選挙で京都4区に自由民主党から出馬。民主党現職の北神圭朗、無所属で出馬した元職の中川泰宏らを破り、初当選した。
2014年12月の第47回衆議院議員総選挙では、北神を再び下して再選。2017年10月の第48回衆議院議員総選挙では、北神を再び下して3選。
2018年、第4次安倍第1次改造内閣で国土交通大臣政務官に就任。

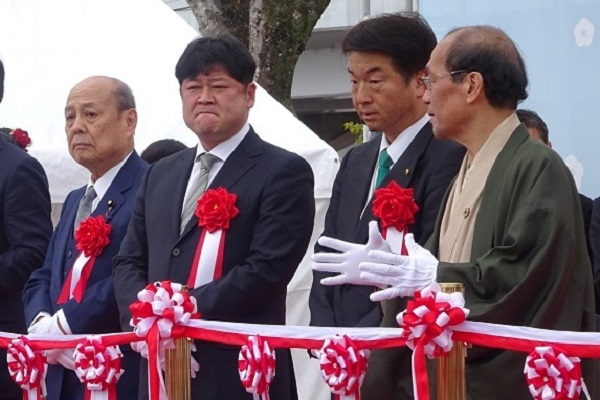
梅小路京都西駅開業記念式典への出席（2019年）

2021年10月、第1次岸田内閣で文部科学副大臣に就任。

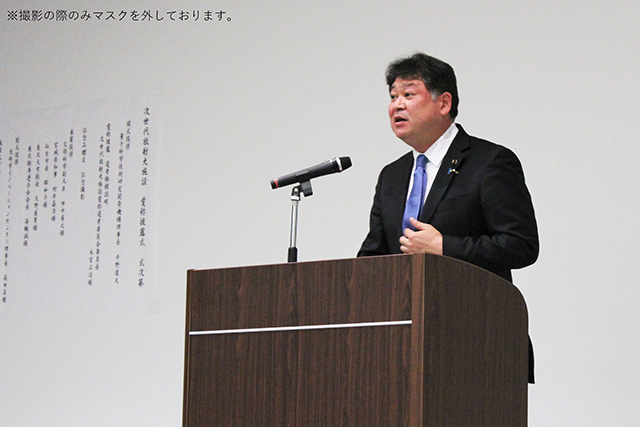
ナノテラス愛称披露式での挨拶（2022年）

2021年10月31日、第49回衆議院議員総選挙では、無所属で出馬した北神に敗れるも重複立候補していた比例近畿ブロックで4選。
2024年10月27日、第50回衆議院議員総選挙では、無所属で出馬した北神に敗れて比例復活もならず落選。

## 政策
- 選択的夫婦別姓制度の導入にどちらかといえば反対[9]。
- 女性宮家に反対[10]。
- 原発ゼロ政策に反対[10]。

## 統一教会との関係
2021年4月、国立京都国際会館で統一教会系のイベント『新型コロナ終息を願う京都1万人祈りの集い』というイベントが開催される予定であった。実行委員長は統一教会の京都教区長で、『天の父母様聖会・世界平和統一家庭連合』や教団系列組織『京都府平和大使協議会』などが共催している。その『呼びかけ人』に国家公安委員長である二之湯智や木村弥生、繁本護とともに田中が名を連ねた。

## 嵐山鵜飼観光文化振興協会理事への就任

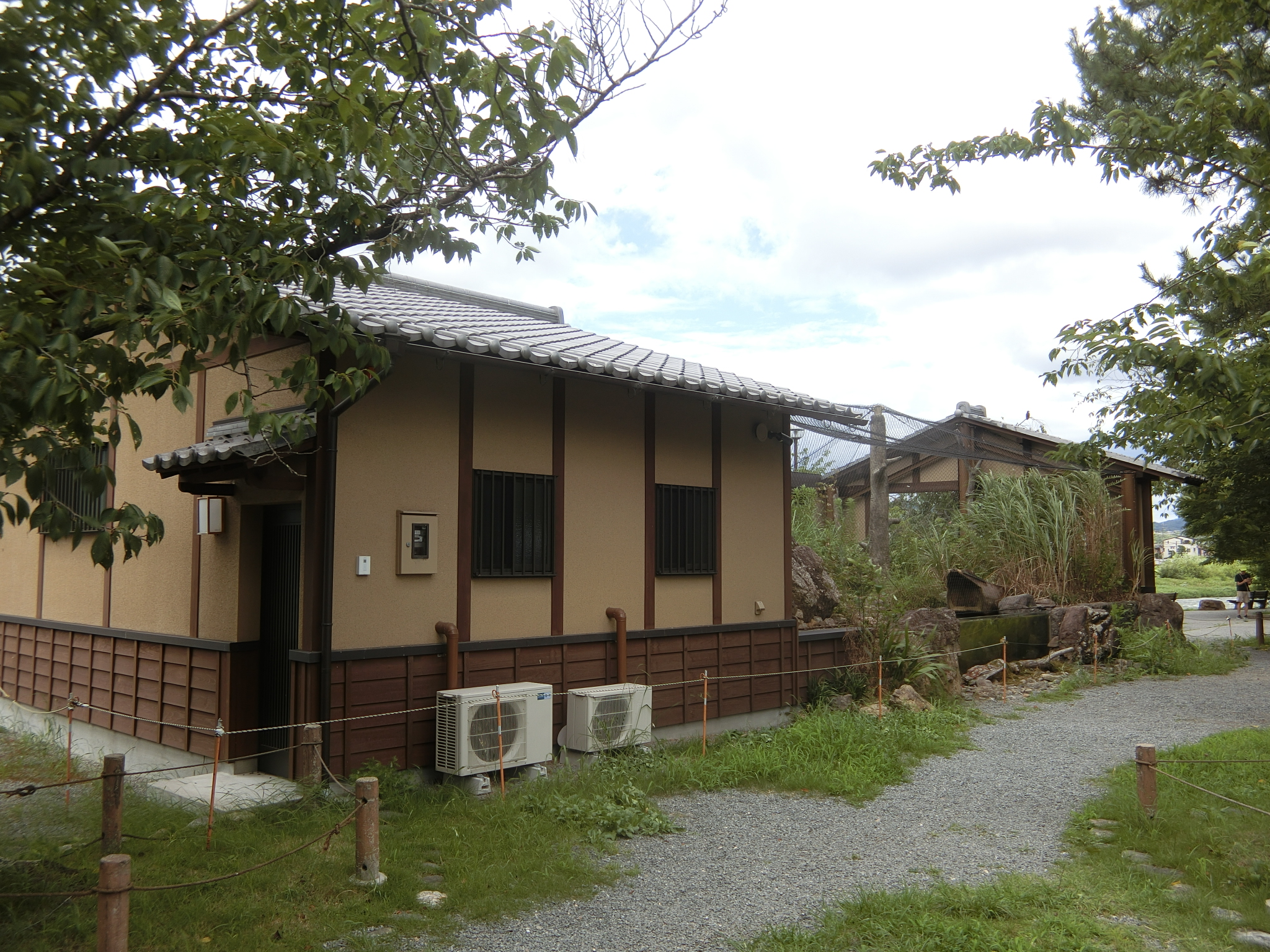
鵜小屋

2017年「嵐山通船」（京都市右京区）が鳥インフルエンザの感染により多数の鵜が死亡してしまい、事業の継続が困難な状態に陥った。このことを知った皇室に縁の深い山階鳥類研究所の博士・奥野卓司、嵐山通船社長の湯川直樹が音頭を取り、京都市長門川大作が肝煎りとなって、秋篠宮文仁親王を名誉総裁にして2018年2月26日、感染症対策を強化した新しい鵜小屋の建設と鵜飼文化の継承を目的に、嵐山鵜飼観光文化振興協会が設立されることになった。設立に際しては理事として参画している。嵐山の鵜飼文化の消滅を食い止めた功労者の一人である。

## 人物
- 喫煙者であり、超党派の愛煙家国会議員からなる議員連盟「もくもく会」に所属している[14]。
- 市議会議員時代にはたばこ屋を経営しており、京都たばこ商業協同組合にも総代として参加していた[15]。
- 2022年1月の衆院本会議の最中に居眠りをしていたことが、FNNプライムオンラインで報道された[16]。

## 所属団体・議員連盟
- 自民党たばこ議員連盟[17]
- もくもく会[14]
- 日本会議国会議員懇談会[18]
- 神道政治連盟国会議員懇談会[18]
- みんなで靖国神社に参拝する国会議員の会[18]
- 日本の印章制度・文化を守る議員連盟（幹事）[19]

## 選挙歴
| 当落 | 選挙                   | 執行日         | 年齢 | 選挙区       | 政党       | 得票数    | 得票率 | 定数 | 得票順位 /候補者数 | 政党内比例順位 /政党当選者数 |
| ---- | ---------------------- | -------------- | ---- | ------------ | ---------- | --------- | ------ | ---- | ------------------ | ---------------------------- |
| 当   | 1999年京都市会議員選挙 | 1999年4月11日  | 28   | 右京区選挙区 |            | ーー票    | ーー   |      | /                  | /                            |
| 当   | 2003年京都市会議員選挙 | 2003年4月13日  | 32   | 右京区選挙区 | 自由民主党 | ーー票    | ーー   | 9    | /9                 | /                            |
| 当   | 2007年京都市会議員選挙 | 2007年4月8日   | 36   | 右京区選挙区 | 自由民主党 | 9547票    | ーー   | 9    | 2/11               | /                            |
| 当   | 2011年京都市会議員選挙 | 2011年4月10日  | 41   | 右京区選挙区 | 自由民主党 | 1万1148票 | ーー   | 9    | 1/11               | /                            |
| 当   | 第46回衆議院議員総選挙 | 2012年12月16日 | 42   | 京都府第4区  | 自由民主党 | 7万3162票 | 33.14% | 1    | 1/8                | /                            |
| 当   | 第47回衆議院議員総選挙 | 2014年12月14日 | 44   | 京都府第4区  | 自由民主党 | 7万5744票 | 39.14% | 1    | 1/4                | /                            |
| 当   | 第48回衆議院議員総選挙 | 2017年10月22日 | 47   | 京都府第4区  | 自由民主党 | 8万3286票 | 42.45% | 1    | 1/4                | /                            |
| 比当 | 第49回衆議院議員総選挙 | 2021年10月31日 | 51   | 京都府第4区  | 自由民主党 | 8万775票  | 37.13% | 1    | 2/3                | 5/8                          |
| 落   | 第50回衆議院議員総選挙 | 2024年10月27日 | 54   | 京都府第4区  | 自由民主党 | 5万9897票 | 30.08% | 1    | 2/3                | 14/6                         |